# SK Gjøvik-Lyn
SK Gjøvik/Lyn är en fotbollsklubb i Gjøviks kommun, Norge som startades den 1 februari 1902.
Laget blev norska cupmästare 1962. Laget spelade i tredjedivisionen 2008, efter att ha spelat i andradivisionen 2007. 2009 ersattes dock laget av Gjøvik FF.

### Fotnoter
1. ↑  Ole Petter Pedersen och Jan Holm. ”Norske cupfinaler i fotball” (på norska). Store norske leiksikon. https://snl.no/Norske_cupfinaler_i_fotball. Läst 29 september 2017.